# 7984 Marius
7984 Marius este un asteroid din centura principală de asteroizi.

## Descriere
7984 Marius este un asteroid din centura principală de asteroizi. A fost descoperit pe 29 septembrie 1980 la Observatorul Kleť de Zdeňka Vávrová. Asteroidul prezintă o orbită caracterizată de o semiaxă mare de 2,63 ua, o excentricitate de 0,20 și o înclinație de 9,1° în raport cu ecliptica.